# The Other Story
Pour plus de détails, voir Fiche technique et Distribution.
The Other Story (סיפור אחר, Sipur acher) est un film israélien réalisé par Avi Nesher, sorti en 2018.

## Synopsis
Le film suit les préparatifs du mariage de deux Baal Techouva que la famille de la mariée essaie de saboter.

## Fiche technique
- Titre : The Other Story
- Titre original : סיפור אחר (Sipur acher)
- Réalisation : Avi Nesher
- Scénario : Noam Shpancer et Avi Nesher
- Musique : Cyrille Aufort
- Photographie : Michel Abramowicz
- Montage : Isaac Sehayek
- Production : Leon Edery, Moshe Edery, David M. Milch, Avi Nesher et David Silber
- Société de production : Metro Communications et MiLa Media
- Pays :  Israël
- Genre : Drame
- Durée : 112 minutes
- Dates de sortie : 
  -  Israël : 25 octobre 2018

## Distribution
- Sasson Gabay : Shlomo Abadi
- Joy Rieger : Anat Abadi
- Yuval Segal : Yonatan Abadi
- Maya Dagan : Tali Abadi
- Nathan Goshen : Shahar Elkayam
- Avigail Harari : Sari Alter
- Maayan Blum : Rami Alter
- Ilai Berezhansky : Izzi Alter

## Distinctions
Le film a reçu le prix du public lors du Jewish Motifs International Film Festival.